# Table Data Gateway

Table Data Gateway je v softwarovém inženýrství architektonický návrhový vzor pro práci s datovými zdroji, který v roce 2002 publikoval Martin Fowler ve své knize Patterns of Enterprise Application Architecture.

## Funkce
Tento návrhový vzor funguje jako brána, která zapouzdřuje databázové operace prováděné nad jednou databázovou tabulkou. Každá databázová tabulka je v aplikaci reprezentována samostatnou třídou. Tato třída pak obstarává CRUD operace s jednotlivými řádky tabulky. Metody, které v tabulce vyhledávají řádky ať už pomocí primárního klíče nebo jiných kritérií by měly vždy vracet množinu řádků a to i v případě, že výsledkem bude jen jeden řádek. Odvozenou třídu lze doplnit o metody, které např. zjednoduší vyhledávání nad konkrétní tabulkou podle specifického kritéria.